# Palazzo Ottaviani
Palazzo Ottaviani è un edificio storico di Firenze, situato in piazza degli Ottaviani 1, angolo via Palazzuolo. Oggi vi ha sede lo spazio espositivo HZero che ospita il plastico ferroviario detto "San Giuliano" (dal nome del suo creatore), esteso per ben di 280 mq.

## Storia e descrizione
L'edificio, addossato alla loggia dell'ex spedale di San Paolo, era originariamente di pertinenza della istituzione ospedaliera e appare censito nel 1843 da Federico Fantozzi come Conservatorio delle Giovacchine, "diretto dalle monache oblate che successero sotto Cosimo II alle Terziarie di San Francesco". Tra la fine dell'Ottocento e l'inizio del Novecento l'edificio venne diviso in due tronconi, le cui storie ebbero poi diversi sviluppi.
A sinistra dell'ingresso segnato con il numero civico 1 è una targa con l'iscrizione "ex chor da antiqua / Palazzo Ottaviani / Prof Ettore Bertoli". Nel 1919 fu questa la sede dei militari reduci dalla Grande Guerra, come ricorda la lapide posta sulla facciata che, appunto al 5 gennaio 1919, data la fondazione della locale sezione dei combattenti fiorentini (l'epigrafe è sormontata da un bassorilievo in bronzo con un elmo tra due rami di alloro). Qui si tennero, sempre nei primi mesi del 1919, le prime adunanze dei Fasci di combattimento. La denominazione di palazzo Ottaviani, che risale a questi anni, va interpretata come derivata dalla titolazione della piazza e non come attestazione di una proprietà della famiglia Ottaviani che, per quanto proprietaria di case in questa zona, si estinse alla fine del Trecento.
| IN QUESTA CASA SACRA ALLA RISCOSSA DELL'ITALIA [FASCISTA] I COMBATTENTI FIORENTINI FONDARONO LA LORO SEZIONE IL 5 GENNAIO 1919 CON GLI ANIMI PROTESI VERSO UN FUTURO DI GLORIA E DI GRANDEZZA OGGI REALTÀ VIVA [FASCISTA] ROMANA |

Nella porzione verso via Palazzuolo (che presenta un prospetto moderno di cinque assi su altrettanti piani) trovò invece spazio nel 1938 una sala cinematografica inizialmente denominata cinema Trionfale, quindi dal 1946 cinema Ottaviani e dal 1953 Ariston (gruppo Cecchi Gori). Iniziato un lento declino negli anni novanta il locale è stato prima trasformato in sala Bingo (Bingo Ariston) quindi chiuso nel 2000 e successivamente più volte occupato abusivamente, con un deplorevole peggioramento delle condizioni dell'edificio, peraltro all'esterno piuttosto anonimo. 

### HZero

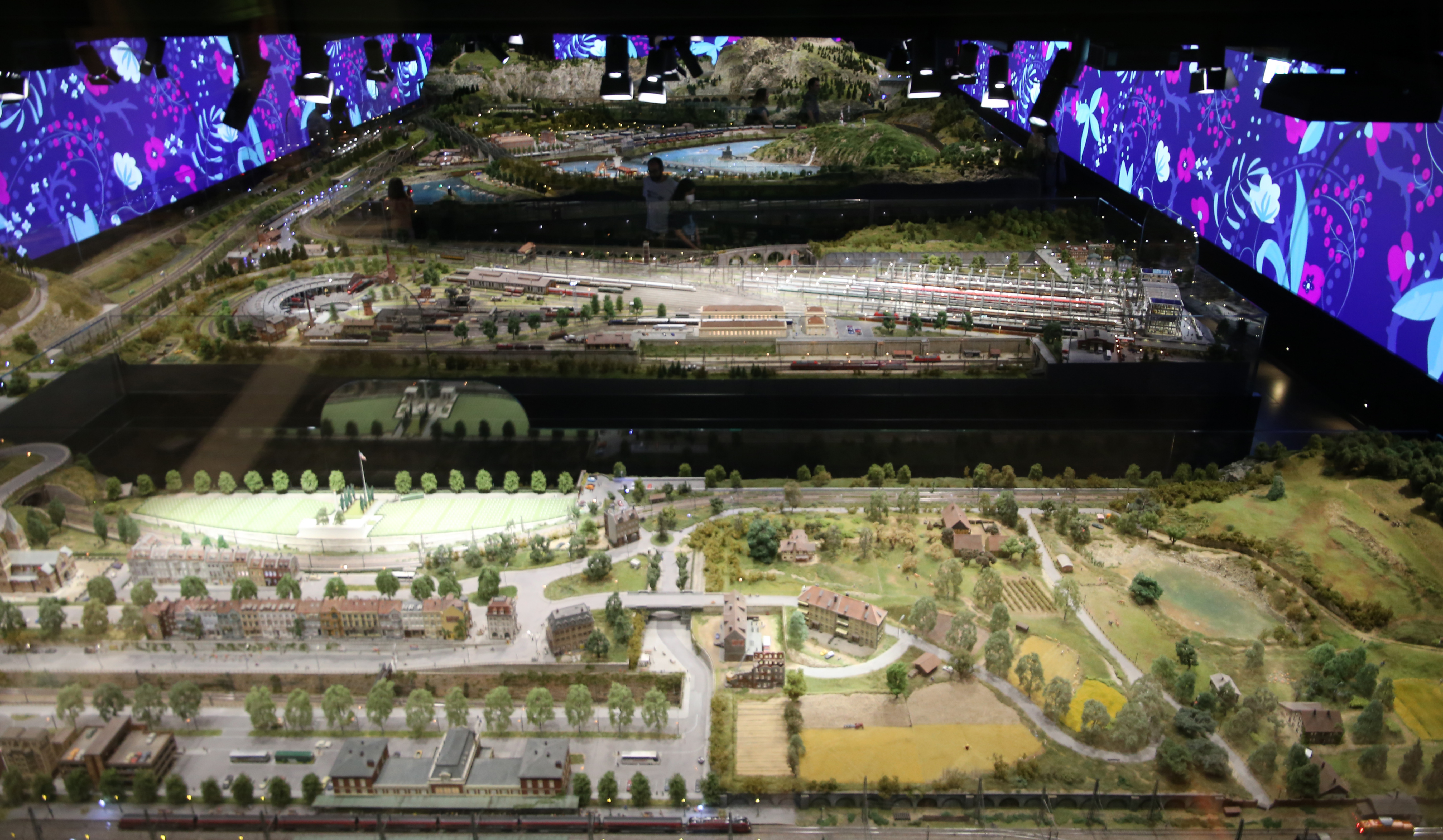
Il plastico San Giuliano nello spazio espositivo HZero

Nel 2016 questa porzione è stata acquisita dal marchese Giuseppe di San Giuliano e l'ambiente destinato ad ospitare un museo del treno in scala H0 (da cui il nome HZERO) che si sviluppa intorno all'esteso plastico ferroviario, uno dei più grandi d'Europa, conosciuto fra gli esperti di modellismo come "plastico San Giuliano". Nel 2018 è stato a tal fine aperto un esteso cantiere di restauro su progetto dell'architetto Luigi Fragola. L'apertura al pubblico risale al 29 maggio 2022, quando nell'ex-sala cinematografica ha trovato sede il platico, mentre nell'androne della biglietteria, pure restaurato, lo shop e i servizi, e nell'ex-galleria un laboratorio, uno spazio per esibizioni temporanee e una sala di documentazione.